# Пјаско
Пјаско (итал. Piasco) је насеље у Италији у округу Кунео, региону Пијемонт.
Према процени из 2011. у насељу је живело 2536 становника. Насеље се налази на надморској висини од 496 м.

## Становништво
Према резултатима пописа становништва 2011. у општини је живело 2.821 становника.
| 1931. | 1936. | 1951. | 1961. | 1971. | 1981. | 1991. | 2001. | 2011. |
| ----- | ----- | ----- | ----- | ----- | ----- | ----- | ----- | ----- |
| 2.566 | 2.392 | 2.403 | 2.269 | 2.349 | 2.642 | 2.642 | 2.711 | 2.821 |